# Besuch von Angela Merkel in Senegal
Der Besuch von Angela Merkel in Senegal am 29. August 2018 war der erste Besuch der deutschen Bundeskanzlerin Angela Merkel in diesem Land und dauerte einen halben Tag. Es war der Auftakt zu einer dreitägigen Reise durch drei westafrikanische Länder.

## Verlauf
Am Vormittag des 29. August tagte das Kabinett unter Leitung der Bundeskanzlerin, anschließend brach sie mit einer Wirtschaftsdelegation zu einer bis einschließlich 31. August dauernden Reise nach Afrika auf, um Senegal sowie Ghana und Nigeria zu besuchen. In Dakar, dem ersten Ziel, wurde sie vom senegalesischen Präsidenten Macky Sall mit militärischen Ehren empfangen. Gespielt wurden neben den Nationalhymnen auch die deutschen Schlager Schöne Maid und Ja, mir san mit’m Radl da.
Im Vorfeld teilte das Bundeskanzleramt mit, dass es im Austausch mit Sall um die wirtschaftliche Entwicklung Senegals, außenpolitische Themen und die regionale Zusammenarbeit gehen soll. Für den Abend wurde ein Treffen mit Vertretern der Zivilgesellschaft angesetzt, um über Perspektiven der Jugend im Land und andere gesellschaftspolitische Themen zu reden. Seitens des Wochenzeitschrift Der Spiegel wurde am ersten Tag der Reise darüber spekuliert, dass Merkel auch über Flucht und Migration und die Verantwortung der Herkunftsländer, ihre Bürger wieder aufzunehmen, reden wolle.
Tatsächlich berichtete die Nachrichtenagentur Reuters im Nachgang, dass Deutschland und Senegal nicht nur einen „Schulterschluss im Kampf gegen illegale Migration“ vereinbart hätten, sondern auch eine „engere wirtschaftliche Zusammenarbeit“. Speziell von Sall wurde zudem angesprochen, ob man nicht für einen Teil der rund 1000 Senegalesen ohne Aufenthaltsgenehmigung in Deutschland – bzw. 1300 nach Angaben der Bundesregierung – eine Bleibemöglichkeit schaffen könne.
Der Korrespondent der Neuen Zürcher Zeitung beschrieb diesen Teil der Gespräche als den „Versuch, die illegale Migration nach Europa durch Wirtschaftsförderung zu bremsen“. Auch andere Medien wie ORF, FAZ, Handelsblatt oder Tagesschau (ARD) legten in ihrer Berichterstattung das Augenmerk vor allem auf das Thema Migration und ließen das Treffen mit Vertretern der Zivilgesellschaft aus.
Am Folgetag, dem 30. August, setzt die Merkel die Afrikareise mit einem Besuch in Ghana fort.